# (500572) 2012 UX77
(500572) 2012 UX77 es un asteroide perteneciente al cinturón de asteroides descubierto el 21 de agosto de 2006 por el equipo del Spacewatch desde el Observatorio Nacional de Kitt Peak, Arizona, Estados Unidos.

## Designación y nombre
Designado provisionalmente como 2012 UX77.

## Características orbitales
2012 UX77 está situado a una distancia media del Sol de 3,181 ua, pudiendo alejarse hasta 3,802 ua y acercarse hasta 2,560 ua. Su excentricidad es 0,195 y la inclinación orbital 3,303 grados. Emplea 2072,75 días en completar una órbita alrededor del Sol.

## Características físicas
La magnitud absoluta de 2012 UX77 es 16,4. 